# Moravské Knínice
Moravské Knínice (deutsch Mährisch Kinitz) ist eine Gemeinde in Tschechien. Sie liegt 18 Kilometer nordwestlich des Stadtzentrums von Brünn und gehört zum Okres Brno-venkov.

## Geographie
Moravské Knínice befindet sich in der Bobravská vrchovina im Tal des Flüsschens Kuřimka. Im Norden erheben sich der Čebínský kopec (369 m) und Převych (364 m), nordöstlich der Cimperk (397 m), im Osten die Kuřimská hora (435 m), südöstlich der Sychrov (463 m), im Süden der Batělov (426 m), südwestlich die Kuňky (421 m), im Westen die Strážná und nordwestlich die Dálka (345 m). Südöstlich liegt das Gelände des Golfplatzes U Marušky, südwestlich die Burg Veveří und im Süden die Brünner Talsperre.
Nachbarorte sind Malhostovice im Norden, Lipůvka im Nordosten, Kuřim im Osten, Česká, Ivanovice und Jinačovice im Südosten, Rozdrojovice und Obora im Süden, Veverská Bítýška und Chudčice im Südwesten sowie Sentice und Čebín im Nordwesten.

## Geschichte

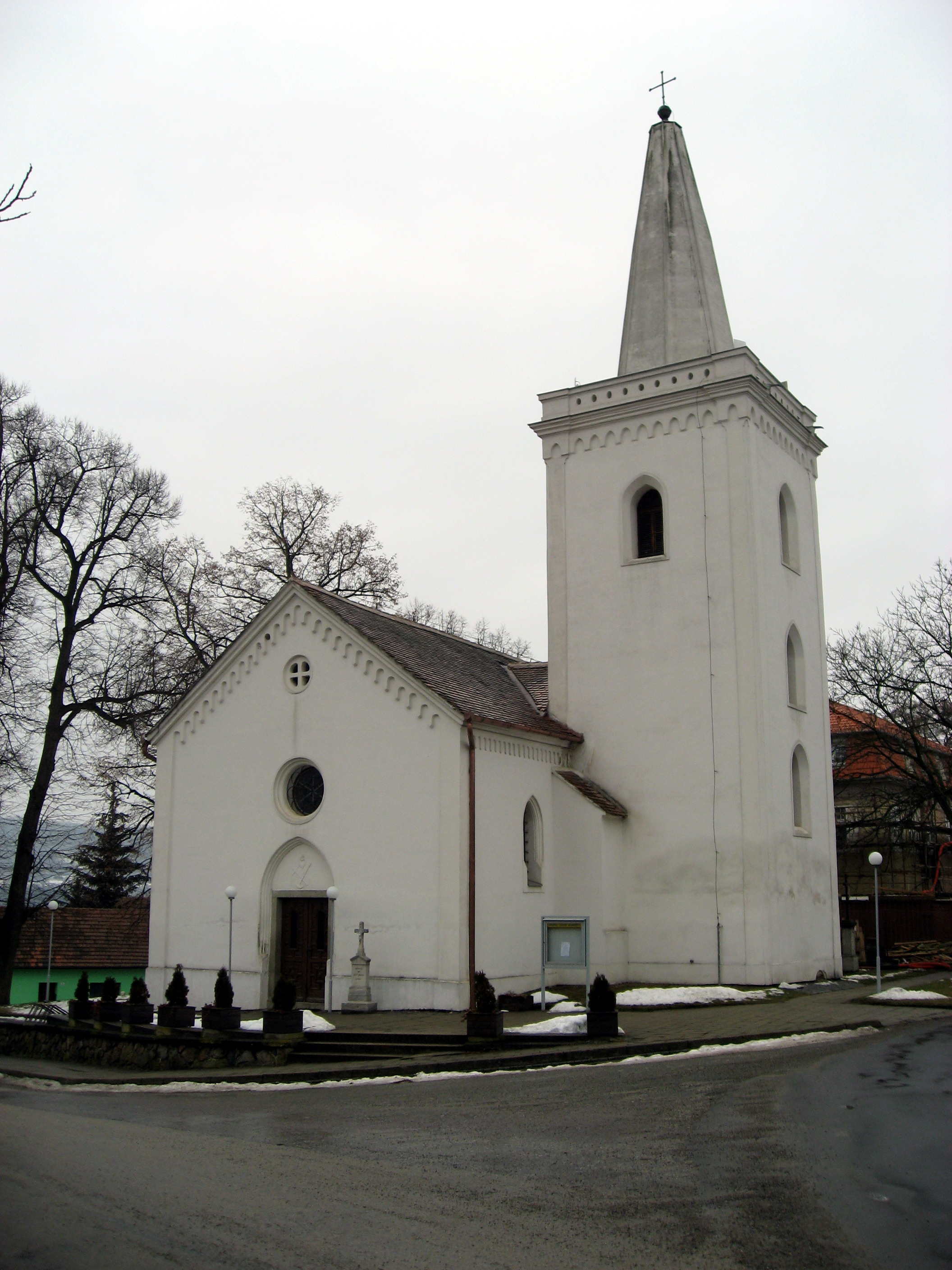
Kapelle der hl. Margarethe

Die erste schriftliche Erwähnung von Chieniz erfolgte im Jahre 1235 in einer Urkunde des Papstes Gregor IX. für das Kloster Porta Coeli. 1238 wurde das Dorf als Khneniz bezeichnet. Boček von Medlov überließ 1350 die Dörfer Knyechnicz und Kocanov an die Brüder Boček, Vilém und Hroznata von Kunstadt. Seit der Zeit zwischen 1350 und 1370 gehörte das Dorf immer zur Burg Eichhorn. Im Jahre 1437 wurde erstmals das Attribut Mährisch verwendet, um den Ort von dem Dorf Deutsch Kinitz zu unterscheiden. 1528 ist der Ortsname Morawsky Knijniz überliefert. 1562 erwarb das Kloster Nonneustift die Herrschaft Eichhorn. Das älteste Ortssiegel stammt von 1667. 1836 lebten in den 84 Häusern des Dorfes 460 Menschen.
Nach der Aufhebung der Patrimonialherrschaften bildete Moravské Kinice/Mährisch Kinitz ab 1850 eine Gemeinde im Brünner Bezirk. Zwischen 1892 und 1894 entstand die Straße nach Kuřim. In den Jahren 1902 bis 1904 erfolgte der Bau der Straße nach Čebín und zwischen 1911 und 1922 wurde die Straße nach Chudčice errichtet. 1905 wurde das Dorf dem Bezirk Tischnowitz zugeordnet. 1910 begann der Bau der Bahnstrecke Kuřim–Veverská Bítýška. Im Jahr darauf wurde sie eingeweiht. Ebenfalls 1911 nahm eine tschechische Schule den Unterricht auf. Im Jahre 1930 hatte das Dorf 852 Einwohner. Die Eisenbahn stellte bereits 1936 den Verkehr wieder ein, die Schienenfahrzeuge wurden an das Unternehmen Baťa in Zlín verkauft. Im Zuge des Baus der Reichsautobahn Breslau-Wien wurde die Bahnstrecke für den Materialtransport wieder aufgenommen. 1943 wurde der Autobahnbau östlich des Dorfes eingestellt. Am 25. August 1944 wurde Mährisch Kinitz beim Angriff alliierter Flugzeuge auf die Flugzeugmotorenfabrik der Klöckner-Werke in Gurein bombardiert. Zwischen dem 8. und 9. Mai 1945 zog sich die Wehrmacht aus Gurein zurück, sprengte mehrere Brücken und setzte die Klöckner-Werke Gurein in Brand. 1948 wurde der Okres Tišnov aufgehoben. Zwischen 1949 und 1960 gehörte Moravské Knínice zum Okres Brno-okolí und nach dessen Auflösung wieder zum Okres Brno-venkov. Innerhalb der Ortslage Moravské Knínice wurden nach dem Zweiten Weltkrieg die Eisenbahngeleise abgebaut. 1970 wurde das Dorf nach Kuřim eingemeindet. Seit 1990 besteht die Gemeinde Moravské Knínice wieder.

## Sehenswürdigkeiten
- Kirche der hl. Margarethe, errichtet 1366. 1681 erfolgte ein frühbarocker Umbau. Der Turm wurde 1886 angebaut.
- barocke Kapelle der hl. Kyrill und Method, erbaut 1862 von Josef Čech auf einer Kuppe über dem Dorf
- Kapelle des hl. Johannes von Nepomuk, errichtet 1856 von Michal Helán an der Straße nach Kuřim
- Dämme der unvollendeten Reichsautobahn Wien-Breslau, westlich des Dorfes, der nördlichste Damm ist seit 1980 als Naturreservat Obůrky-Třeštěnec geschützt.